# Seguros Caracas
Seguros Caracas es una compañía aseguradora con base en Caracas, Venezuela. Es la principal empresa de seguros de ese país, para 2010 contaba con más de 1.200.000 afiliados, 1.300 empleados y 4.500 asesores.
Seguros Caracas fue fundado en 1943 por un grupo de inversionistas venezolanos. En 1995 la estadounidense Liberty Mutual adquiere la mayoría accionaria de la empresa y en 2001 hace lo mismo con la también venezolana Seguros Panamerican. A finales de 2002 Liberty Mutual decide fusionar las dos compañías. Desde entonces se ha mantenido como líder del sector asegurador de ese país y especialmente fuerte en las carteras individuales de automóviles, individuales de salud y colectivas de salud, entre otras.
El 9 de diciembre de 2015 Liberty Mutual Insurance anunció un acuerdo de venta de su filial en Venezuela, Seguros Caracas, con el empresario venezolano Humberto Gil, dueño del Grupo de Empresas Fidens. Este convenio fue sometido a ciertas condiciones y a la recepción de las aprobaciones regulatorias asociadas.